# Starchiojd
Starchiojd es una comuna ubicada en el distrito de Prahova, Rumania.

## Superficie
Posee una superficie de 83,04 kilómetros cuadrados.

## Demografía
Hasta 2021 la población era de 3299 habitantes, con una densidad de población de 39,73 habitantes por kilómetro cuadrado.